# Egerdach (Innsbruck)

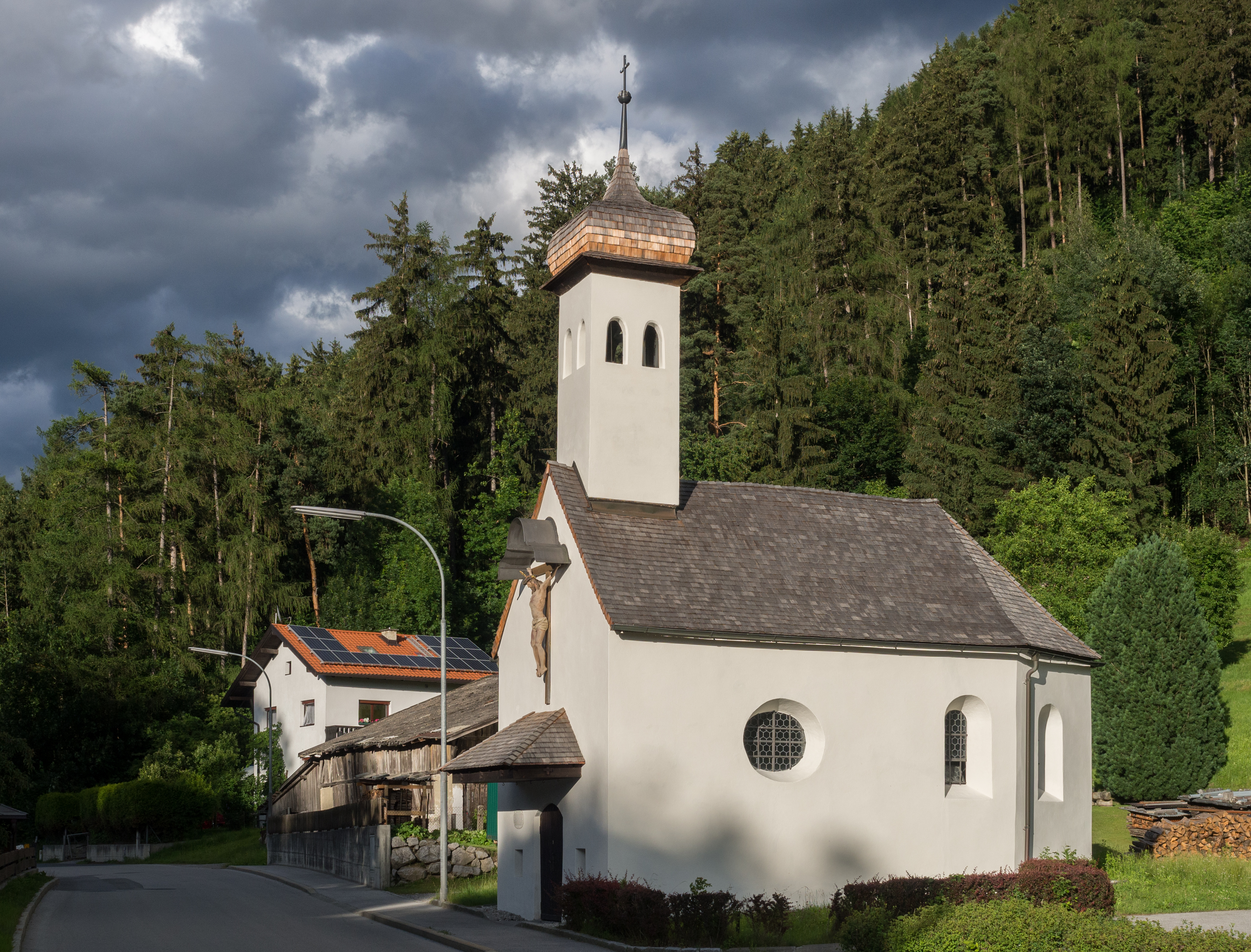
Die denkmalgeschützte Kapelle zum hl. Kreuz

Egerdach ist eine Siedlung am Südostrand von Innsbruck, die zur Katastralgemeinde und zum Stadtteil Amras gehört.
Sie liegt am Abhang des Paschbergs auf rund 600 m ü. A. entlang der Straße (Luigenstraße/Hermann-Gmeiner-Straße) von Amras nach Ampass.

## Geschichte
Der Name Egerdach wurde erstmals 1288 als Hof zue Egerdach und Vogelweide datz Egerdach in einem Urbar des Grafen Meinhard II. erwähnt. Dabei handelte es sich um einen Hof und eine dem Vogelfang dienende Hütte, die dem Landesfürsten zinspflichtig waren. Diese lagen allerdings nicht im Gebiet des heutigen Egerdach, sondern entsprechen den nordöstlich, auf Ampasser Gemeindegebiet gelegenen heutigen Peerhöfen.
Um 1600 wurden in Egerdach drei Heilquellen entdeckt, der Überlieferung nach von einem armen Hirten, der dort sein Vieh weidete und seine Füße in der Quelle badete und bemerkte, dass seine Füße von einem Leiden geheilt wurden. Die Quellen wurden daraufhin von immer mehr Menschen aus der Umgebung aufgesucht. 1620 ließ der damalige Salzgadner von Hall, Peter Pompanin, die Quellen fassen und ein Badhaus errichten. Bis in die Zeit nach dem Ersten Weltkrieg lief ein erfolgreicher Kurbetrieb in Bad Egerdach. Im 19. Jahrhundert wurden ganzjährig Wannen-, Schwitz- und Dampfbäder angeboten, die insbesondere bei chronischen Hautausschlägen, Unterleibsproblemen und Nervenkrankheiten Besserung versprachen. Ab 1890 wurden auch Kneipp-Kuren angeboten.
Zur Badeanstalt gehörte auch ein Kirchlein zum hl. Kreuz, das 1656 geweiht wurde und der Überlieferung nach von Hippolyt Guarinoni gestiftet wurde. Der kleine Rechteckbau mit einem hohen Dachreiter mit Zwiebelhaube ist heute das einzig erhaltene Gebäude der Kuranstalt.
1956 wurde gegenüber dem ehemaligen Kurbad in einem Gebäude der Tiroler Gebietskrankenkasse das SOS-Jugendhaus, eine Einrichtung der SOS-Kinderdörfer für Jugendliche in Ausbildung, eröffnet. Es kamen mehrere Neubauten hinzu, die heute die Hermann-Gmeiner-Akademie beherbergen.